# Носатовский, Антон Иванович
Антон Иванович Носатовский (9 июля 1883 — 20 июля 1955) — российский учёный, агроном-селекционер. Доктор сельскохозяйственных наук. В 1937—1955 заведующий кафедрой растениеводства Кубанского сельскохозяйственного института.

## Биография
Родился в Азове-на-Дону. Окончил учительский институт и в 1913 году Петровско-Разумовскую (Тимирязевскую) сельскохозяйственную академию.
С осени 1914 года работал на кафедре частного земледелия в Донском политехническом институте (Новочеркасск). В 1921 году избран заведующим кафедрой.
В июне 1925 утвержден в должности профессора и заведующего кафедрой частного земледелия Донского института сельского хозяйства и мелиорации.
В 1923 году заложил питомник и опытное поле, где получены два новых сорта яровой пшеницы. В 1934 году издана его монография «Щуплость зерна пшеницы и череззерница колоса», переизданная пять лет спустя.
29 июня 1935 года присуждена степень доктора сельскохозяйственных наук. Осенью 1937 г. избран заведующим кафедрой растениеводства Кубанского сельскохозяйственного института.

## Труды
- Носатовский, Антон Иванович. Щуплость зерна пшеницы и борьба с нею / А. И. Носатовский, д-р с.-х. наук, проф. - 2-е изд., испр. и доп. - Ростов н/Д : Ростиздат, 1940. - 156 с.[1]
- Пшеница. Биология / А. И. Носатовский. — 2-е изд., доп. — Москва: Колос, 1965. — 563 с. : ил. ; 20 см. — 15000 экз.

## Награды
- орден Трудового Красного Знамени (1944),
- медаль «За оборону Кавказа» (1944),
- орден Ленина (1953),
- знак «Отличник социалистического земледелия».